# Hubenov (Únice)
Hubenov je malá vesnice, část obce Únice v okrese Strakonice v Jihočeském kraji. Nachází se asi 1,5 kilometru jihovýchodně od Únice. Je zde evidováno 25 adres. V roce 2011 zde trvale žilo čtyřicet obyvatel.
Hubenov leží v katastrálním území Hubenov u Třebohostic o rozloze 3,91 km².

## Historie
První písemná zmínka o vesnici pochází z roku 1345.

## Obyvatelstvo
| Rok            | 1869 | 1880 | 1890 | 1900 | 1910 | 1921 | 1930 | 1950 | 1961 | 1970 | 1980 | 1991 | 2001 | 2011 | 2021 |
| -------------- | ---- | ---- | ---- | ---- | ---- | ---- | ---- | ---- | ---- | ---- | ---- | ---- | ---- | ---- | ---- |
| Počet obyvatel | 106  | 117  | 114  | 99   | 85   | 84   | 77   | 61   | 56   | 45   | 32   | 20   | 25   | 40   | 48   |
| Počet domů     | 19   | 19   | 19   | 19   | 19   | 18   | 18   | 20   | 20   | 16   | 14   | 19   | 19   | 21   | 22   |

## Obecní správa
Při sčítání lidu v letech 1850–1963 Hubenov byl osadou obce Únice v okrese Strakonice. V letech 1964–1990 byl částí obce Třebohostice v okrese Strakonice. Od 24. listopadu 1990 je opět částí obce Únice v okrese Strakonice.

## Galerie

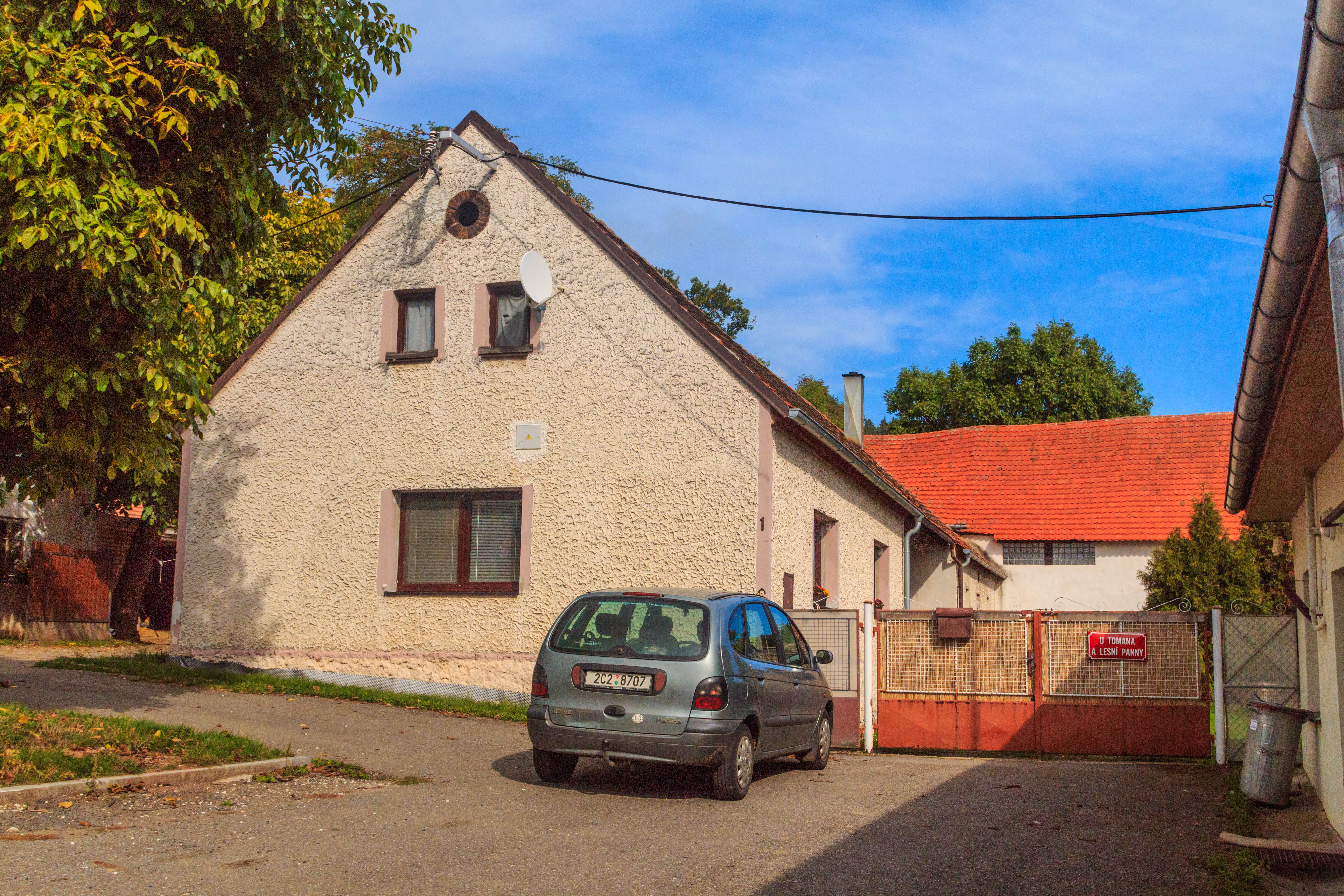
Hubenov u Únic - čp. 1
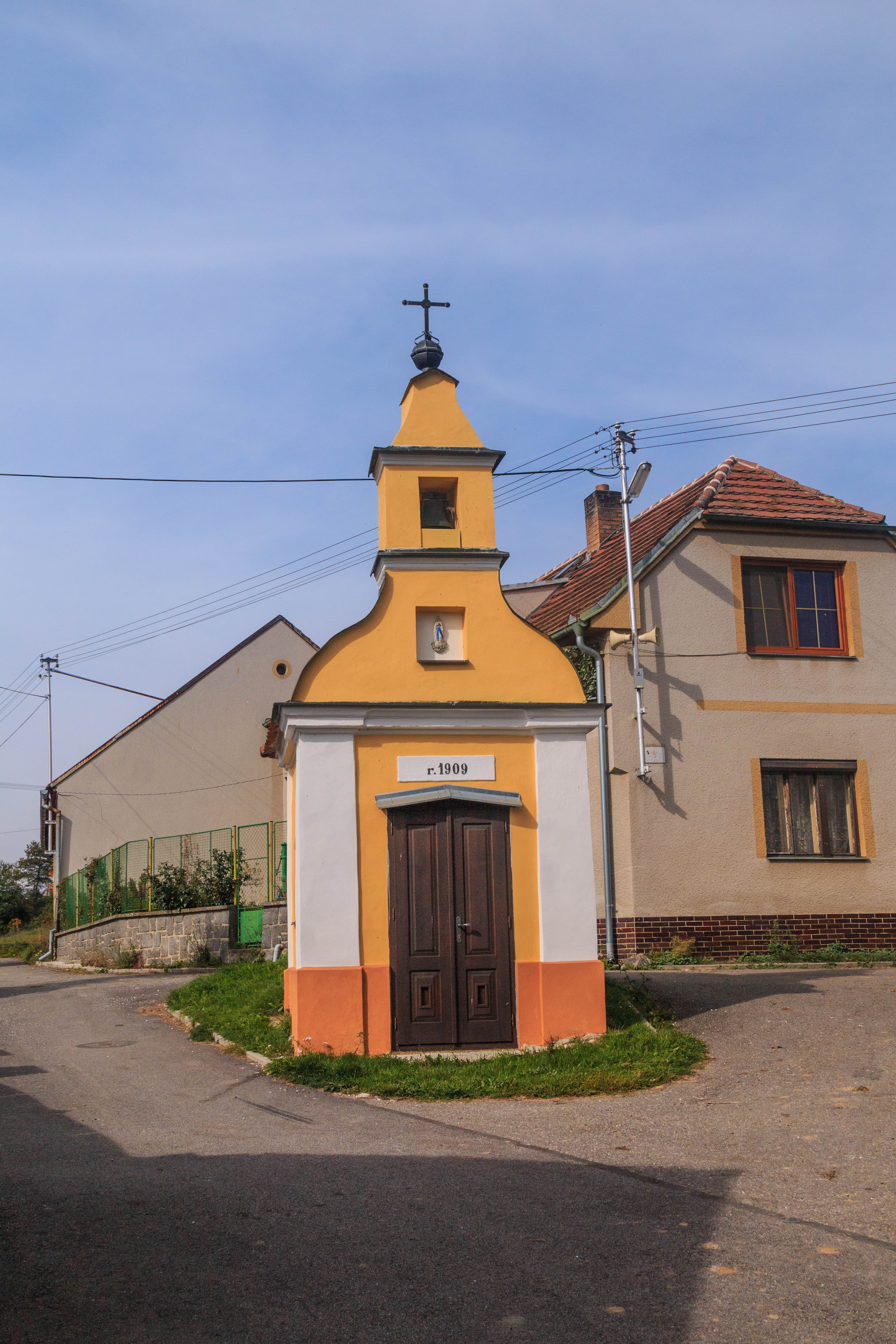
Hubenov u Únic - kaple
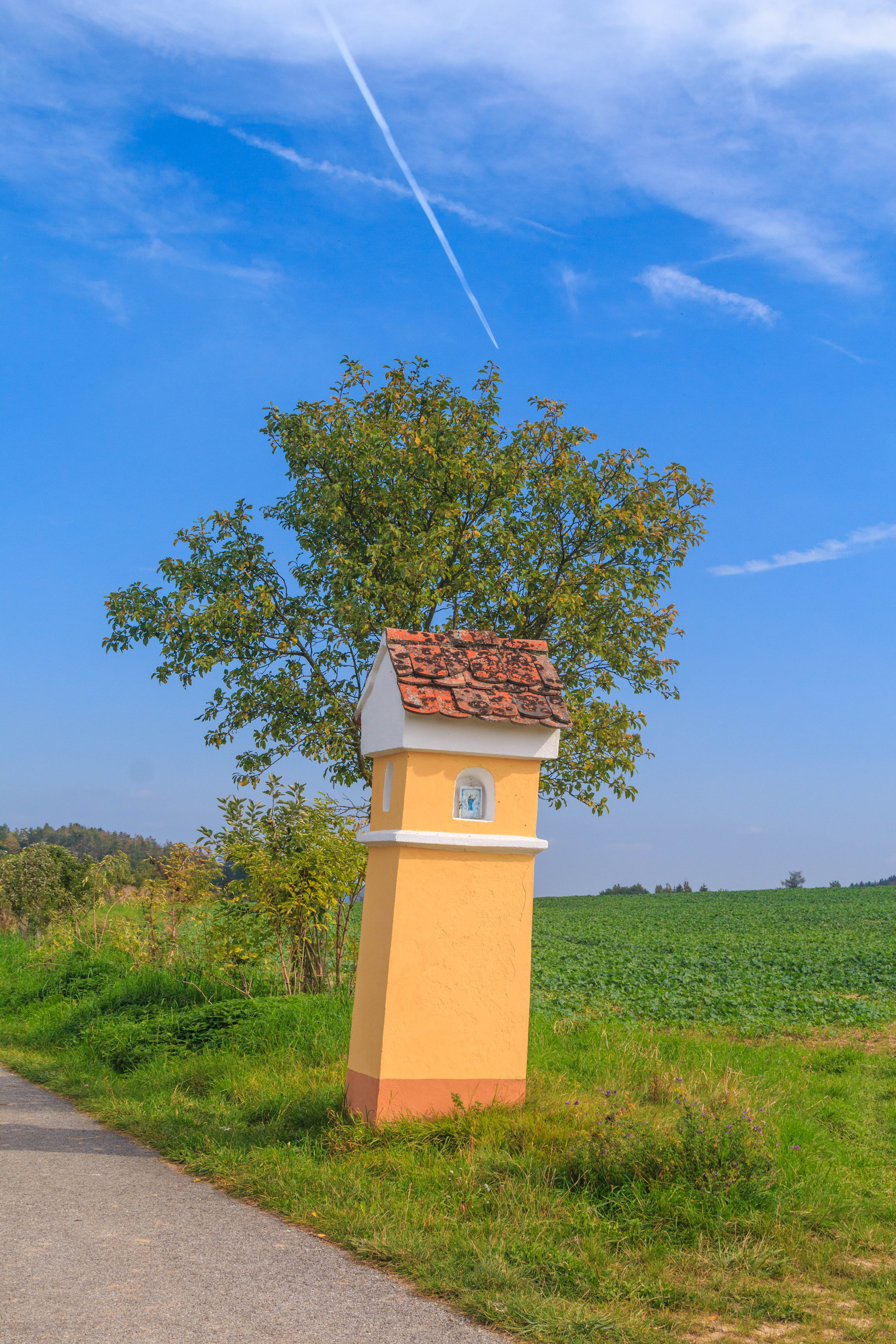
Hubenov u Únic - boží muka
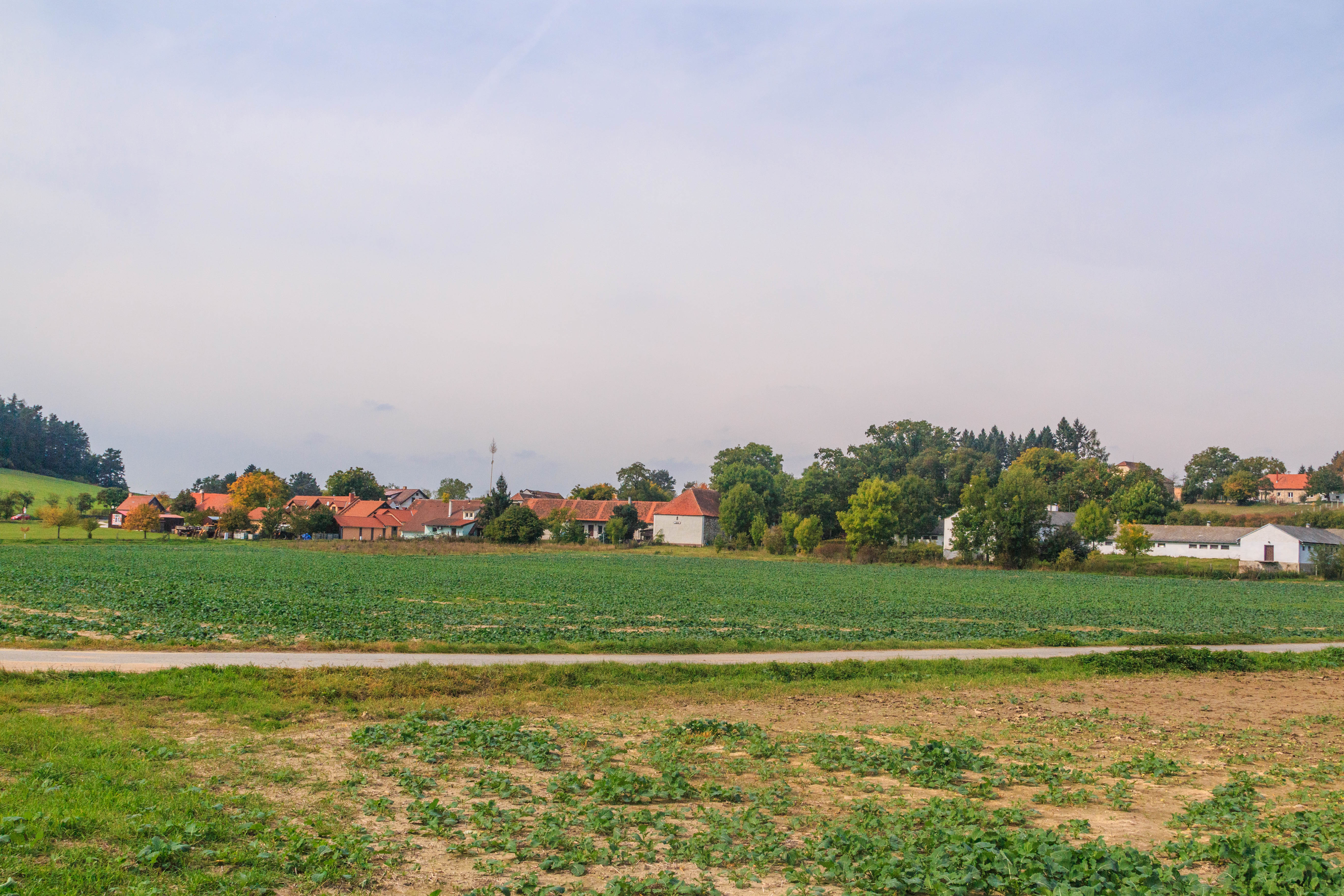
Hubenov u Únic